# پائول واگونر
پائول واگونر (انگلیسی: Paul Waggoner؛ زادهٔ ۱۰ فوریهٔ ۱۹۷۹) گیتارنواز اهل ایالات متحده آمریکا است.